# Gemaingoutte
Gemaingoutte és un municipi francès, situat al departament dels Vosges i a la regió del Gran Est. L'any 2007 tenia 123 habitants.

## Demografia

### Població
El 2007 la població de fet de Gemaingoutte era de 123 persones. Hi havia 56 famílies, de les quals 24 eren unipersonals (8 homes vivint sols i 16 dones vivint soles), 16 parelles sense fills, 12 parelles amb fills i 4 famílies monoparentals amb fills.
La població ha evolucionat segons el següent gràfic:
Habitants censats

### Habitatges
El 2007 hi havia 79 habitatges, 63 eren l'habitatge principal de la família, 11 eren segones residències i 6 estaven desocupats. 78 eren cases i 1 era un apartament. Dels 63 habitatges principals, 56 estaven ocupats pels seus propietaris, 2 estaven llogats i ocupats pels llogaters i 5 estaven cedits a títol gratuït; 4 tenien dues cambres, 12 en tenien tres, 12 en tenien quatre i 34 en tenien cinc o més. 54 habitatges disposaven pel capbaix d'una plaça de pàrquing. A 32 habitatges hi havia un automòbil i a 23 n'hi havia dos o més.

### Piràmide de població
La piràmide de població per edats i sexe el 2009 era:
| Homes | Edats   | Dones |
| ----- | ------- | ----- |
| 0     | 95 o +  | 0     |
| 0     | 90 a 94 | 0     |
| 0     | 85 a 89 | 0     |
| 0     | 80 a 84 | 8     |
| 0     | 75 a 79 | 4     |
| 4     | 70 a 74 | 0     |
| 4     | 65 a 69 | 4     |
| 0     | 60 a 64 | 0     |
| 0     | 55 a 59 | 0     |
| 12    | 50 a 54 | 4     |
| 4     | 45 a 49 | 4     |
| 12    | 40 a 44 | 8     |
| 4     | 35 a 39 | 12    |
| 0     | 30 a 34 | 0     |
| 0     | 25 a 29 | 0     |
| 4     | 20 a 24 | 0     |
| 16    | 15 a 19 | 4     |
| 4     | 10 a 14 | 20    |
| 0     | 5 a 9   | 16    |
| 0     | 0 a 4   | 0     |

## Economia
El 2007 la població en edat de treballar era de 82 persones, 63 eren actives i 19 eren inactives. De les 63 persones actives 57 estaven ocupades (32 homes i 25 dones) i 6 estaven aturades (3 homes i 3 dones). De les 19 persones inactives 11 estaven jubilades, 5 estaven estudiant i 3 estaven classificades com a «altres inactius».

### Ingressos
El 2009 a Gemaingoutte hi havia 60 unitats fiscals que integraven 128,5 persones, la mediana anual d'ingressos fiscals per persona era de 17.673 €.

### Activitats econòmiques
Dels 2 establiments que hi havia el 2007, 1 era d'una empresa de comerç i reparació d'automòbils i 1 d'una empresa de transport.

## Poblacions més properes
El següent diagrama mostra les poblacions més properes.